# 本西丽·劳西里恭
本西丽·劳西里恭（1984年1月17日—）是一名泰国举重运动员，身高1.44米。2010年，在广州亚运会48公斤级举重比赛中以193千克的成绩获得亚军。
在2008年夏季奧林匹克運動會舉重比賽－女子48公斤級兩位獎牌得主因為後來被驗出違反禁藥規定而失去獎牌後，勞西里恭獲遞補銅牌。